# Wilhelm Blaschke
Wilhelm Johann Eugen Blaschke (n. 13 septembrie 1885 - d. 17 martie 1962) a fost matematician austro-ungar, cunoscut mai ales pentru contribuțiile sale în domeniile geometriei diferențiale și celei integrale.
Printre studenții săi s-au numărat matematicienii Shiing-Shen Chern (1911-2004, american de origine chineză), Luis Santaló (1911-2001, argentinian) și Emanuel Sperner (1905-1980, german).

## Biografie
Tatăl său, care preda geometria descriptivă la un liceu din Graz, i-a insuflat idealul geometriei pure, prefigurat de către matematicianul elvețian Jakob Steiner.
Wilhelm Blaschke a studiat mai întâi arhitectura la Universitatea din Viena. Apoi s-a orientat către matematică, urmând cursurile lui Wilhelm Wirtinger, în 1908 obținând licența. Continuă studiul matematicii sub îndrumarea lui Luigi Bianchi la Școala Normală Superioară din Pisa și apoi la Universitatea din Göttingen, unde are i-a avut ca profesori pe matematicienii Felix Klein, David Hilbert și Carl Runge.
In anul 1933 la venirea lui Adolf Hitler la putere a semnat un act de toleranță față de activitățile partidului Nazist,pe care l- a încălcat în câteva rânduri, până în 1936, când a fost nevoit să se resemneze cerințelor cercurilor conducătoare naziste. In anul 1937 a intrat oficial in partidul Nazist. Ulterior a păstrat loialitate partidului, până în anul 1945, când la terminarea războiului a fost demis din învățământul superior și din postul de profesor la Universitatea din Hamburg. Ulterior, in anul 1946 a fost restabilit la Universitate, unde a rămas până la pensionare in anul 1953.

## Opera
Blaschke explorează cea mai mare parte a domeniilor geometriei diferențiale (mai ales geometria diferențială afină) aducând contribuții în domenii ca: determinarea soluțiilor unor probleme de extrem geometric (suprafețe minimale, probleme izoperimetrice), corpuri convexe, geometrie integrală, spații "fibrate", aplicații geometrice ale teoriei grupurilor, geometria cercului și a sferei (continuând drumul deschis de Edmond Laguerre, August Ferdinand Möbius, Sophus Lie).
De asemenea, Blaschke s-a ocupat cu studiul soluțiilor ecuațiilor cu derivate parțiale de ordin finit sau infinit, de teoria funcțiilor armonice.
Pentru prima dată a abordat problemele topologice de geometrie diferențială.
În lucrările sale a mai abordat și geometriile de grup fundamental dat.

## Relații cu matematicienii români
În 1956 a participat la Congresul Matematicienilor Români de la București.
În 1935 a făcut o vizită la Universitatea din Iași. A colaborat la revista Mathematica din Cluj, cu care ocazie a conferențiat în cadrul Societății de Științe Matematice București.
Modul lui Blaschke de abordare a teoriei funcțiilor armonice a fost utilizat de Miron Nicolescu la funcțiile poliarmonice.
Blaschke a fost cunoscut cu scriitorul și matematicianul Ion Barbu (Dan Barbilian) in anii, petrecuți de acesta în Germania, deși Barbu nu a colaborat strâns cu Blaschke, in domeniul matematicii și nici în afara matematicilor.

## Scrieri
- Gesammelte Werke, Thales, Essen, 1985
- Vorlesungen über Differentialgeometrie, 3 vol., Ed. Springer, în Grundlehren der mathematischen Wissenschaften, 1921 - 1929:
  - vol. 1: Elementare Differentialgeometrie,
  - vol. 2: Affine Differentialgeometrie,
  - vol. 2: Differentialgeometrie der Kreise und Kugeln, 1929
- Nicht-Euklidische Geometrie und Mechanik I, II, III, Leipzig: B.G. Teubner (1942)
- Zur Bewegungsgeometrie auf der Kugel, în: Sitzungsberichte der Heidelberger Akademie der Wissenschaften (1948)
- Kinematik und Quaternionen, Berlin: VEB Deutscher Verlag der Wissenschaften (1960)
- Projektive Geometrie, ediția a III-a, Birkhäuser 1954
- Analytische Geometrie, ediția a III-a, Birkhäuser, 1954
- Kreis und Kugel, ediția a III-a, Berlin, de Gruyter, 1956
- Vorlesungen über Integralgeometrie, VEB, Berlin, 1955
- Ebene Kinematik, Oldenbourg, München, 1956
- Einführung in die Geometrie der Waben, Birkhäuser, 1955
- Einführung in die Differentialgeometrie, în colaborare cu H. Reichardt, Springer, 1960
- Elementare Differentialgeometrie, în colaborare cu Kurt Leichtweiß, Springer, 1973